# Rita Kirst
Rita Kirst (dekliški priimek Schmidt), nemška atletinja, * 21. oktober 1950, Großgrimma, Vzhodna Nemčija. 
Nastopila je na poletnih olimpijskih igrah v letih 1968, 1972 in 1976, v letih 1968 in 1972 je osvojila peti mesti v skoku v višino. Na evropskih dvoranskih prvenstvih je osvojila naslove prvakinje v letih 1968, 1969 in 1972 ter bronasti medalji v letih 1970 in 1974. 